# Austevoll
Austevoll é uma comuna da Noruega, com 114 km² de área e 4 451 habitantes (censo de 2005).         